# Tori e Lokita
Tori e Lokita (Tori et Lokita) è un film del 2022 scritto e diretto da Jean-Pierre e Luc Dardenne.
È stato presentato in concorso al 75º Festival di Cannes.

## Trama
Due immigrati africani, l'undicenne Tori e la sedicenne Lokita, vivono di espedienti in una città belga, spacciandosi per fratello e sorella.
I due bazzicano il ristorante di Betim, un uomo che usa la sua attività per nascondere un giro di droga per cui fanno da corrieri, e a volte paga Lokita per dei favori sessuali. Quest'ultima sta cercando di ottenere un visto lavorativo con cui poter mantenere lei e Tori, ma deve vedersela anche col debito contratto con le persone che l'hanno portata lì e pensare anche alla madre e ai cinque fratelli che ha lasciato in Benin.
Quando i documenti di Lokita vengono nuovamente rifiutati, accetta l'offerta di Betim di andare a lavorare per un po', rinchiusa in un hangar a prendersi cura delle piantagioni di cannabis. Ma deve essere separata da Tori, senza nemmeno potergli telefonare, il che è insopportabile per entrambi.
Tori si nasconde nell'auto di Betim per scoprire dove si trova Lokita, poi riesce a trovare un modo per entrare nell'hangar. Ma alla sua seconda visita, vengono scoperti da Betim. Fuggono, inseguiti da Betim e dal suo aiutante Luckas, il quale uccide Lokita con due colpi di pistola alla testa, ma non riesce a trovare Tori, rimasto nascosto tra dei cespugli.
Il film si conclude con il funerale di Lokita.

## Distribuzione
Il film è stato presentato in anteprima il 24 maggio 2022 in concorso al 75º Festival di Cannes.
In Italia è stato distribuito dalla Lucky Red dal 24 novembre 2022.

## Riconoscimenti
- 2022 - Festival di Cannes[3]
  - Premio del 75º anniversario
  - Prix du Cinéma positif
  - In concorso per la Palma d'oro
- 2023 - Premio Magritte
  - Candidatura a miglior film
  - Candidatura a miglior regista a Jean-Pierre e Luc Dardenne
  - Candidatura a miglior attore non protagonista a Tijmen Govaerts
  - Candidatura a migliore promessa maschile a Pablo Schils
  - Candidatura a migliore promessa femminile a Joely Mbundu